# 費爾普萊 (馬里蘭州)
費爾普萊（英語：Fairplay）是位於美國馬里蘭州華盛頓縣的一個普查規定居民點。

## 人口
根據2020年美國人口普查的數據，費爾普萊的面積為3.12平方千米，當中陸地面積為3.12平方千米，而水域面積為0.00平方千米。當地共有人口537人，而人口密度為每平方千米172.12人。